# SmarTone
SmarTone Mobile Communications Limited （スマートン；中国語：數碼通）とは、香港の携帯電話の通信会社である。

## 概要
SmarToneというブランド名で、GSM-900、GSM1800、W-CDMA(周波数2100MHz)の携帯電話サービスを展開している。GSM1800限定のパッケージではEXTRAという別のブランド名も使用している。
SmarTone Telecommunications Holdings Limitedの子会社であり、株式の53%をSun Hung Kai Propertiesが保有する。SmarTone Mobile Communications LimitedはSmarTone Macauの株式の72%を保有する。
2004年12月のVodafoneとのパートナーシップ協定により、2005年4月より新ブランドSmarTone-Vodafoneを正式に発足させた。
2011年9月19日に同年12月よりパートナーシップ協定を終了、ブランド名をSmarToneに戻すことが発表された。